# اوگتو برتوچی
اوگتو برتوچی (انگلیسی: Ughetto Bertucci; ۱۸ اکتبر ۱۹۰۷ – ۲۵ ژوئن ۱۹۶۶) هنرپیشه اهل ایتالیا بود.
از فیلم‌ها یا برنامه‌های تلویزیونی که وی در آن نقش داشته‌است می‌توان به دو شب با کلئوپاترا، توتو تارزان، آدم و حوا، میلیاردر میلان، شاهین نیل و بانوی کوچک اشاره کرد.